# 陈氏隙蛛
陈氏隙蛛（学名：Coelotes cheni）为暗蛛科隙蛛属的动物。在中国大陆，分布于杭州等地，一般栖息于洞穴、石稀、峭壁缝隙等。该物种的模式产地在杭州。